# Citytv
Citytv는 로저스 미디어(Rogers Media)가 소유한 캐나다의 방송국이다. 이 방송국은 토론토, 몬트리올, 위니펙, 캘거리, 에드먼턴, 밴쿠버의 대도시에 위치한 6개의 소유 및 운영하는(O&O)텔레비전 방송국으로 구성되어 있으며, 서스캐처원주에는 케이블 방송만 송출하고, 앨버타주, 브리티시컬럼비아주의 소도시에는 제휴 방송국으로 송출하고 있다.